# Bad Boy for Life
Bad Boy for Life is een nummer van de Amerikaanse rappers P. Diddy, Black Rob en Mark Curry uit 2001. Het is de tweede single van P. Diddy's derde studioalbum The Saga Continues....
"Bad Boy for Life" werd in een aantal landen een (bescheiden) hit. Zo bereikte het de 33e positie in de Amerikaanse Billboard Hot 100. Succesvoller was het in het Nederlandse taalgebied; met een 23e positie in de Nederlandse Top 40 en een 14e positie in de Vlaamse Ultratop 50.